# District de Unión Asháninca
Au Pérou, le district de Unión Asháninca est l’un des dix-huit districts de la province de La Convención située dans le département de Cusco.